# Two Hands
Two Hands es una comedia políciaca australiana del año 1999, escrita y dirigida por Gregor Jordan La película está protagonizada por Heath Ledger como Jimmy, un joven en deuda con Pando, un gánster local interpretado por Bryan Brown, y con las actuaciones secundarias de Rose Byrne, David Field y Susie Porter. La cinta ganó el Australian Film Institute Award a la Mejor Película en 1999. Fue filmada en 1998 pero no fue lanzada en Australia hasta el 29 de julio de 1999. Antes de su lanzamiento, fue proyectada en el Festival de Cine de Sundance en Estados Unidos, pero no fue lanzada a DVD en los EE. UU. hasta diciembre de 2005.

## Argumento
Jimmy, mientras trabaja en un club de striptisease en King Cross, está abordado por el jefe del local, Pando, quién le dice que tiene un trabajo para él. Pando entrega a Jimmy $10,000 para que se los entregue a una mujer en Bondi, y cuándo parece que no está en casa, él se va a nadar a la playa. Desafortunadamente los $10,000 son robados por dos niños de calle (Pete y Helen) mientras está nadando.
El coche que Jimmy utilizaba en el trabajo—un Ford Falcon que pertenece al socio de Pando, Acko—es robado por un joven y llevado a un mecánico con la intención de vender el coche. El mecánico resulta ser un amigo de Acko , quién, desagradado con la noticia de que su coche ha sido robado, sospecha que Jimmy está implicado. Acko llega para recuperar el coche pero en el camino atropella y mata al niño de la calle Pete. Helen observa incrédula como Acko sencillamente coge el cuerpo del chico muerto de la calle y lo tira al contenedor de basura, preocupándose más sobre el daño que ha recibido su coche. Conduce fuera dejando sola a Helen, llorando por su amigo muerto.
Jimmy llega con un plan para pagar la deuda que consiste en atracar un banco al día siguiente en Bankstown, Nueva Gales del Sur junto con otros dos. La noche anterior se dirige a conocer a una nueva amiga de interés amoroso llamada Alex (Rose Byrne) en un pub. Desafortunadamente los arreglos de la reunión son oídos por Les, un amigo celoso de la atracción de Alex hacia Jimmy y entusiasta de entrar en la pandilla de Pando. Después de que les informa a la pandilla del paradero de la pareja, Jimmy es forzado a escapar del pub con Alex, intentando huir en el Metro Monorail, aun así la huida no tiene éxito y Jimmy es llevado a una ubicación remota donde la pandilla se propone matarle. A través de la intervención indirecta del hermano muerto de Jimmy (quién actúa como figura de ángel de la guarda durante la película), Jimmy es capaz de huir y llegar a casa para prepararse para el robo del banco.
El robo conlleva problemas aunque Jimmy consigue el dinero que necesita, huyendo en un Toyota Celica robado con uno de sus cómplices.
Jimmy regresa a la oficina de Pando para pagar su deuda, pero pensando que tiene una pistola la pandilla una vez más intenta matarle. Consigue entregar el dinero y Pando, como resultado, le ofrece más trabajo. Jimmy se va después de apuntar con una pistola a Pando. Cuando Jimmy se va, Helen, en represalia por la muerte de su amigo Pete dispara a Pando. La película finaliza con Jimmy y Alex que compran dos billetes de avión para huir de las presiones de la vida en Sídney.

## Banda sonora
La banda fue presentada por la canción de Powderfinger "These Days," el vídeo que estuvo compilado con imágenes de Two Hands. Otras canciones eran mayoritariamente de artistas australianos. Cezary Skubiszewski también contribuyó a la banda sonora original de la película. 

### Lista de canciones
1. "These Days" por Powderfinger
2. "Lucky Star" por Alex Lloyd
3. "Walking Kings X" por Cezary Skubiszewski
4. "What Does it Matter" por Primario
5. "Stadium" por Skunkhour
6. "Dark State of Mind" por Tuatara
7. "Belter" Por Powderfinger
8. "Staircase" por Cezary Skubiszewski
9. "Down in Splendour" por Straitjacket Fits
10. "Heavenly Sublime" por Tracky Dax
11. "Fletcher's House" por Cezary Skubiszewski
12. "Two Hands" por Kate Ceberano
13. "Love Theme" por Cezary Skubiszewski
14. "This Guy's In Love" por The Reels
15. "Kare Kare" por Crowded House

## Recepción
La película consiguió revisiones mayoritariamente positivas de los críticos. Logró un 67% en Rotten Tomatoes. Joel Meares, de FilmCritic.Com, alabó al director Gregor Jordan.

## Premios y nominaciones
AFI Awards:
- Ganador: Mejor Película
- Ganador: Mejor Director Gregor Jordan]])
- Ganador: Mejor Actor De apoyo (Bryan Brown)
- Ganador: Mejor Guion Original (Gregor Jordan)
- Ganador: Mejor Edición de Película (Lee Smith)
- Nominado: Mejor Consecución en Diseño de Traje
- Nominado: Mejor Consecución en Sonido
- Nominado: Mejor BSO
- Nominado: Mejor Actor (Heath Ledger)
- Nominado: Mejor Actriz de apoyo (Susie Porter)

Círculo de Críticos de la película de Premios de Australia
- Ganador: Mejor Película
- Ganador: Mejor Actriz De apoyo (Susie Porter)
- Ganador: Mejor Actor de apoyo (Bryan Brown)
- Nominado: Mejor Actor– Masculino (Heath Ledger)
- Nominado: Mejor Cinematografía
- Nominado: Mejor Director (Gregor Jordan)
- Nominado: Mejor BSO
- Nominado: Mejor Guion (Gregor Jordan)

Festival de cine de Estocolmo
- Nominado: Caballo de Bronce (Gregor Jordan)

Queensland Premier's Literary Awards
- Ganador: Guion de Película -  the Pacific Film and Television Commission Award (Gregor Jordan)

## Recaudación
Two Hands consiguió $5,478,485 de caja en Australia en 1999.